# أوتيلو بوشيريني
أوتيلو بوشيريني  (بالإيطالية: Otello Buscherini)‏، كان متسابق دراجات نارية إيطالي. نافس في سباقات بطولة العالم لفئة 350 سي سي ولفئة 250 سي سي ولفئة 125 سي سي ولفئة 50 سي سي. توفي إثر حادث تعرض له أثناء السباق.

## روابط خارجية
- أوتيلو بوشيريني على موقع MotoGP.com (الإنجليزية)